# Phyllanthus formosus
Phyllanthus formosus är en emblikaväxtart som beskrevs av Ignatz Urban. Phyllanthus formosus ingår i släktet Phyllanthus och familjen emblikaväxter. Inga underarter finns listade i Catalogue of Life.